# 莫德哈伊·阿涅萊維奇
莫德哈伊·阿涅萊維奇（希伯來語：‎，羅馬化：Mordechai Anielewicz，1919年—1943年5月8日），是華沙猶太區起義事件中，猶太戰鬥組織之司令。
他出身於華沙附近的維什庫夫的貧戶，在完成高中學位後加入錫安社會主義青年運動組織青年衛士，並成為其領袖。1939年9月7日，德軍入侵波蘭，阿涅萊維奇與該組織成員逃離華沙往波蘭東區，希望波蘭人能減緩德軍推進。當蘇聯紅軍佔領東波蘭後，為了開闢一條能讓猶太青年到達巴勒斯坦英國託管區之路，阿涅萊維奇試圖闖越羅馬尼亞國界；他因此被逮捕而送進蘇聯監獄。稍後他被釋放並回到華沙猶太人區。
他前往當時為蘇聯控制之下的維爾紐斯，該處是猶太難民們、其他青年運動成員們與眾政治組織群聚之處；他在那裡說服自己的同儕，將人們送回波蘭以繼續對抗德国人。
1940年1月，他與女友回到華沙，在那裡組織政治基層與青年組織，指導並參與印刷地下刊物，並組織會議與研討會，拜訪其他城市的組織。
1942年夏，阿涅萊維奇來到波蘭南區，試圖在該處策劃軍事反抗活動，當時該處已被德國併吞。當他返回華沙前，一次大規模的特雷布林卡灭绝营遣送行動開始了，該營的35萬猶太人中只有6萬人倖存。於是他加入了猶太戰鬥組織，並在11月時成為總司令。1943年初，由於該組織與倫敦的波蘭流亡政府的關係，他們從波蘭親亞利安的地下組織獲得若干軍火。
1943年1月18日，為了避免第二次的遣送浪潮發生，他促成了第一波的華沙猶太人區起義活動。這次的武裝事件造成4月19日的起義活動，直到5月16日德軍鎮壓為止。5月18日，眼見自己已逃不過德軍掌握，他與女友及眾多親信集體自殺於Miła街18號。但他的屍體從未被尋獲，一般相信是被與眾多猶太人死難者一起送至附近的焚化爐火化了。1944年初，波蘭流亡政府追贈他為波蘭最高軍事榮譽的十字勳章军事功勋勋章 (波兰)。
為了紀念他，以色列有一個基布茲以他為名，並設立一紀念盃。

## 文化影響
- 哈利·托特達夫（英语：Harry Turtledove）以阿涅萊維奇作為其架空歷史小說系列「Worldwar（英语：Worldwar）」中的關鍵形象。
- 漢克·阿扎利亞在2001年電視劇《Uprising》中飾演阿涅萊維奇一角。

## 延伸閱讀
- Yitzhak ("Antek") Zuckerman, A Surplus of Memory : Chronicle of the Warsaw Ghetto Uprising (A Centennial Book)，ISBN 0-520-07841-1

## 外部連結
- 猶太虛擬圖書館的Mordecai Anielewicz （页面存档备份，存于）專文
- Grange美術館華沙猶太人區事件的Mordecai Anielewicz專文